# Gymnothorax hansi
Gymnothorax hansi és una espècie de peix marí pertanyent a la família dels murènids i a l'ordre dels anguil·liformes.

## Hàbitat i distribució geogràfica
És un peix marí, associat als esculls (fins als 143 m de fondària) i de clima tropical, el qual viu a l'oceà Índic occidental: l'illa Grande Comore (les Comores).

## Observacions
És inofensiu per als humans i el seu índex de vulnerabilitat és de moderat a alt (52 de 100).